# Ljuba Aličić
Ljubomir "Ljuba" Aličić (* 2. November 1955 in Šabac, SFR Jugoslawien) ist ein bekannter Turbofolk-Sänger aus dem ehemaligen Jugoslawien. Der serbische Roma zählt zu den bekanntesten und erfolgreichsten Sängern im ganzen Balkan sowie in Teilen von Rumänien und Bulgarien.

## Leben und Karriere
Ljuba Aličić wuchs in strengen Verhältnissen auf. Sein Vater neigte des Öfteren zu häuslicher Gewalt. Seine schulische Laufbahn beendete er auch sehr früh, um schnell Geld zu verdienen. Mit Anfang 20 sang er oftmals auf Hochzeiten und erlangte so Bühnenerfahrung. Auf seine erste Platte Pruzi mi ruku, prijatelju moj (Reiche mir deine Hand, mein Freund), welche er mit nur 16 Jahren aufnahm, folgten weitere Alben die sehr erfolgreich wurden.
Im Laufe der Jahre entwickelte sich Ljuba Aličić zu einem der bekanntesten Sänger des ehemaligen Jugoslawiens und wird heute mit Größen wie Mitar Mirić, Šaban Šaulić, Šerif Konjević, Sinan Sakić oder Safet Isović in einem Satz genannt.
Seine erfolgreichsten Lieder sind Ti ne ličiš ni na jednu, Sumorno jutro, Ciganin sam al' najlepši, S prvom kišom und Njen oproštaj sowie der Überraschungserfolg Samo ljubav tako zna da boli aus dem Jahr 2013.

## Diskografie

### Alben
| - 1979: Hoću susret u četiri oka - 1980: Nisi znala za bol srca moga - 1981: Ostavljen živim bez tebe - 1982: Voleli smo isto vino, istu ženu - 1983: Gde si sada, prijatelju moj - 1984: Ne daju mi da te volim - 1986: Kad odeš i nestaneš - 1986: Ti ne ličiš ni na jednu - 1986: Samo ona može u život da me vrati - 1988: Ako u tebi ima ljubavi - 1989: Ne spominjite njeno ime - 1989: Ti si moja istina - 1990: Svi su smešni posle mene - 1992: Ne pitaj me majko | - 1993: Neka ti kosu nose vetrovi - 1995: Žalosna ti majka - 1996: Neću da te kunem - 1997: Nek me nestane - 1998: Ona će sanjati crne oči - 1999: Voleću te muko moja - 2000: Ako me voliš pogledaj me - 2001: Još uvek sanjam - 2003: Znaj da te volim te - 2005: Polako ali sigurno - 2008: S prvom kišom - 2011: Uveli cvet - 2013: Sve je laž |

### Lieder (Auswahl)
- 1975: Pozdravi majku/Lepa Maro
- 1977: Marija, Marija/Dva dobra druga, dva prijatelja
- 1977: Reših da se ženim/Život si mi promenila
- 1977: Nema više harema/Proleće sam mrzeo zbog tebe
- 1978: Oj ljubavi srećo moja/Zbogom moja ljubavi
- 1978: Ko zna šta me sutra čeka/Hej, ćuprijo na Miljacki
- 1979: Hoću susret u četiri oka/Ako me voliš, ti ćeš mi doći
- 1979: Hoću ljubav, neću prijateljstvo/Živimo pod istim nebom
- 1980: Nosila si burmu moje majke/Večeras mi ne donosi cveće
- 1981: Ja sam samo običan čovek/Glavu gore, ljubavi
- 1981: Hvala ti što me tražiš/Svirajte mi za Željanu
- 1983: Voleli smo isto vino, istu ženu/Sad si lepša nego ikad
- 1984: Gde si sada prijatelju moj/Neka čudna mala
- 1986: Ti ne ličiš ni na jednu
- 1988: Placite sa mnom jesenje kise
- 2001: Slatka mala lažljiva (Original: Davut Güloğlu – Nurcanım)
- 2003: Ciganin sam al' najlepši
- 2008: S prvom kišom
- 2011: Dajte da pije drugar moj
- 2013: Samo ljubav tako zna da boli